# 雄竹 (駆逐艦)
雄竹（おだけ）は日本海軍の駆逐艦。仮称4814号艦、橘型（改松型）駆逐艦として舞鶴海軍工廠で建造された。
艦名は壮大な感じの竹のこと。

## 艦歴
竣工後、訓練部隊の第十一水雷戦隊（高間完少将）に編入するも、タービンの空気漏洩が見つかり、5月17日まで調整が行われた。舞鶴湾で単独訓練を行い、待機する。やがて、瀬戸内海への機雷投下を避けて日本海側に移動してきた第十一水雷戦隊本体と舞鶴で合同。5月29日には高間少将の巡視を受けた。空襲から逃れるため、6月に小浜湾に移動。7月15日付で特殊警備艦となり舞鶴鎮守府部隊に編入され、そのまま終戦を迎えた。
同年10月5日除籍。12月1日特別輸送艦に指定され、復員輸送に従事。その後、賠償艦として1947年（昭和22年）7月4日に青島で米国へ引渡し、その後9月17日に北緯35度29分 東経122度52分 / 北緯35.483度 東経122.867度の地点で標的艦として処分された。

## 歴代艦長
※『艦長たちの軍艦史』371-372頁による。

### 艤装員長
1. 松雄敬次 大尉 1945年4月30日-

### 駆逐艦長
1. 松雄敬次 大尉 1945年5月15日-